# Roziental (Kałmucja)
Roziental (ros. Розенталь) – osiedle w Rosji, w Kałmucji, w rejonie gorodowikowskim. W 2010 liczyło 582 mieszkańców.